# Yohann Lacroix
Pour les articles homonymes, voir Lacroix.
Yohann Lacroix est un footballeur français né le 1er février 1985 à Thonon-les-Bains. Il au poste de gardien de but. Il mesure 1,96 m pour 82 kg.

## Biographie
Originaire du Chablais et plus particulièrement du Lyaud où sont domiciliés ses parents, Yohann quitte la région lors de ses 14 ans pour le centre de formation d'Auxerre avant de rejoindre Lille en 2003 (stagiaire puis professionnel depuis 2005).
Il participe à son premier match officiel sous les couleurs du Losc, le 18 juillet 2004, dans le cadre du 3e tour aller de la Coupe Intertoto UEFA opposant Lille au FK Dynamo Minsk (victoire de Lille 2-1)
Il est prêté une saison à l'Entente Sannois Saint-Gratien, club évoluant dans le championnat National puis est retourné dans l'effectif lillois pour la saison 2007-08. 
Après un passage en Grèce, il tente l'aventure à Singapour en signant à l'Étoile FC.
Avec ce club, il remporte la Coupe de la Ligue et le championnat de Singapour en 2010.Il établit un nouveau record de la league en restant invaincu durant 1065 minutes soit plus de 11 matches consécutifs.
En juin 2011, il s'engage avec le club de Tampines Rovers FC. Avec les Rovers il réalise l'exploit de remporter un seconde fois le championnat de Singapour. Le club le plus populaire de Singapour attendait ce titre depuis plus de sept ans. 
Avec ce nouveau succès, il devient le premier joueur de l'histoire de la S-League à remporter le titre de champion avec une franchise étrangère (Étoile FC.) et avec une franchise locale (Tampines Rovers FC).
En janvier 2012 il signe un contrat de 3 ans avec son ancienne équipe l'Étoile FC. Quelques jours avant le début du championnat la franchise, en désaccord avec la fédération singapourienne, décide de se retirer du championnat professionnel.

## Carrière
| Saison      | Club                          | Pays            | Championnat        | Championnat | Championnat | Championnat  | Championnat  | Europe | Europe | Europe |
| Saison      | Club                          | Pays            | Division           | Matchs      | Buts        | Cartons      | Cartons      | Coupe  | Matchs | Buts   |
| ----------- | ----------------------------- | --------------- | ------------------ | ----------- | ----------- | ------------ | ------------ | ------ | ------ | ------ |
| Saison      | Club                          | Pays            | Division           | Matchs      | Buts        | Carton jaune | Carton rouge | Coupe  | Matchs | Buts   |
| 2003 - 2004 | Lille OSC                     | France          | CFA                | 32          | 0           | ?            | ?            | -      | -      | -      |
| 2004 - 2005 | Lille OSC                     | France          | CFA                | 21          | 0           | ?            | ?            |        | 3      | 0      |
| 2005 - 2006 | Lille OSC                     | France          | CFA                | 22          | 0           | ?            | ?            | -      | -      | -      |
| 2006 - 2007 | Entente Sannois Saint-Gratien | France          | National           | 23          | 0           | 0            | 1            | -      | -      | -      |
| 2007 - 2008 | Lille OSC                     | France          | CFA                | 28          | 0           | 0            | 1            | -      | -      | -      |
| 2008 - 2009 | Thrasývoulos Fylís            | Grèce           | Superleague Grèce  | -           | -           | ?            | ?            | -      | -      | -      |
| 2009 - 2010 | Étoile FC                     | Singapour       | S league Singapour | 33          | 0           | 3            | 0            | -      | -      | -      |
| 2010 - 2011 | Tampines Rovers FC            | Singapour       | S league Singapour | 17          | 0           | 2            | 0            | -      | -      | -      |
| 2012        | Étoile FC                     | Singapour       | S league Singapour | -           | -           | -            | -            | -      | -      | -      |
| 2012 - 2013 | Crusaders FC                  | Irlande du Nord | IFA Premiership    | 14          | 0           | 0            | 0            | -      | -      | -      |

## Palmarès
- Finaliste du championnat de France des réserves professionnelles en 2005
- Vainqueur de la Coupe de la Ligue de Singapour en 2010
- Vainqueur du Championnat de Singapour en 2010
- Vainqueur du Championnat de Singapour en 2011